# Хеки
Хеки (итал. Checchi) је насељено место у Републици Хрватској у Истарској жупанији. Административно је у саставу Града Пазина.

## Географија
Хеки се налази 4 км југозападно од Пазина на надмоској висини од 380 метара. Смесштено је у локални пут у близини државне цесте (Д 3) Пазин—Пула поред железничке станице.
Састоји се од више заселака: Бољки, Франчини, Грубиши, Гуштини, Мунци, Ружићи, Слоковићи, Трошти и Жбрилини). Земљиште је валовито погодно за пољопривреду.

## Становништво
На попису становништва 2011. године, Хеки су имали 469 становника.
Становништво се бави пољопривредом: (највише житарице, маслине и винова лоза) и сточарством (најбројнија су говеда, уз свиње и козе) или су запослени у оближњем Пазину. Према последњем попису становништва из 2001. године у насељу Линдар је живело је 408 становника који су живели у 113 породичних и 18 самачких домаћинстава.
Кретање броја становника по пописима 1857—2001.
| година пописа  | 1857. | 1869. | 1880. | 1890. | 1900. | 1910. | 1921. | 1931. | 1948. | 1953. | 1961. | 1971. | 1981. | 1991. | 2001. |
| бр. становника | 0     | 0     | 561   | 556   | 580   | 633   | 0     | 0     | 463   | 452   | 439   | 417   | 390   | 412   | 465   |

Напомена:У 1857., 1869., 1921. и 1931. подаци су садржани у насељу Пазин, као и део података у 1880. и 1890., односно у бившем насељу Стари Пазин чији је део 1981. припојен насељу Пазин. Садржи податке за бивше насеље Грубиши које је у 1900., 1910. и 1948. исказано као насеље.

## Попис1991.
На попису становништва 1991. године, насељено место Хеки је имало 412 становника, следећег националног састава:
| Попис 1991.‍  | Попис 1991.‍  | Попис 1991.‍ | Попис 1991.‍ | Попис 1991.‍ |
| ------------ | ------------ | ----------- | ----------- | ----------- |
|              |              |             |             |             |
| Хрвати       | Хрвати       |             | 394         | 95,63%      |
| Италијани    | Италијани    |             | 1           | 0,24%       |
| остали       | остали       |             | 1           | 0,24%       |
| регион. опр. | регион. опр. |             | 16          | 3,88%       |
| укупно: 412  |              |             |             |             |